# Monte Scaletta
Il monte Scaletta (Eschaléto in occitano) è una montagna delle Alpi Cozie, alta 2.840 m s.l.m. Si trova in territorio italiano, tra le valli Maira e Stura.

## Caratteristiche

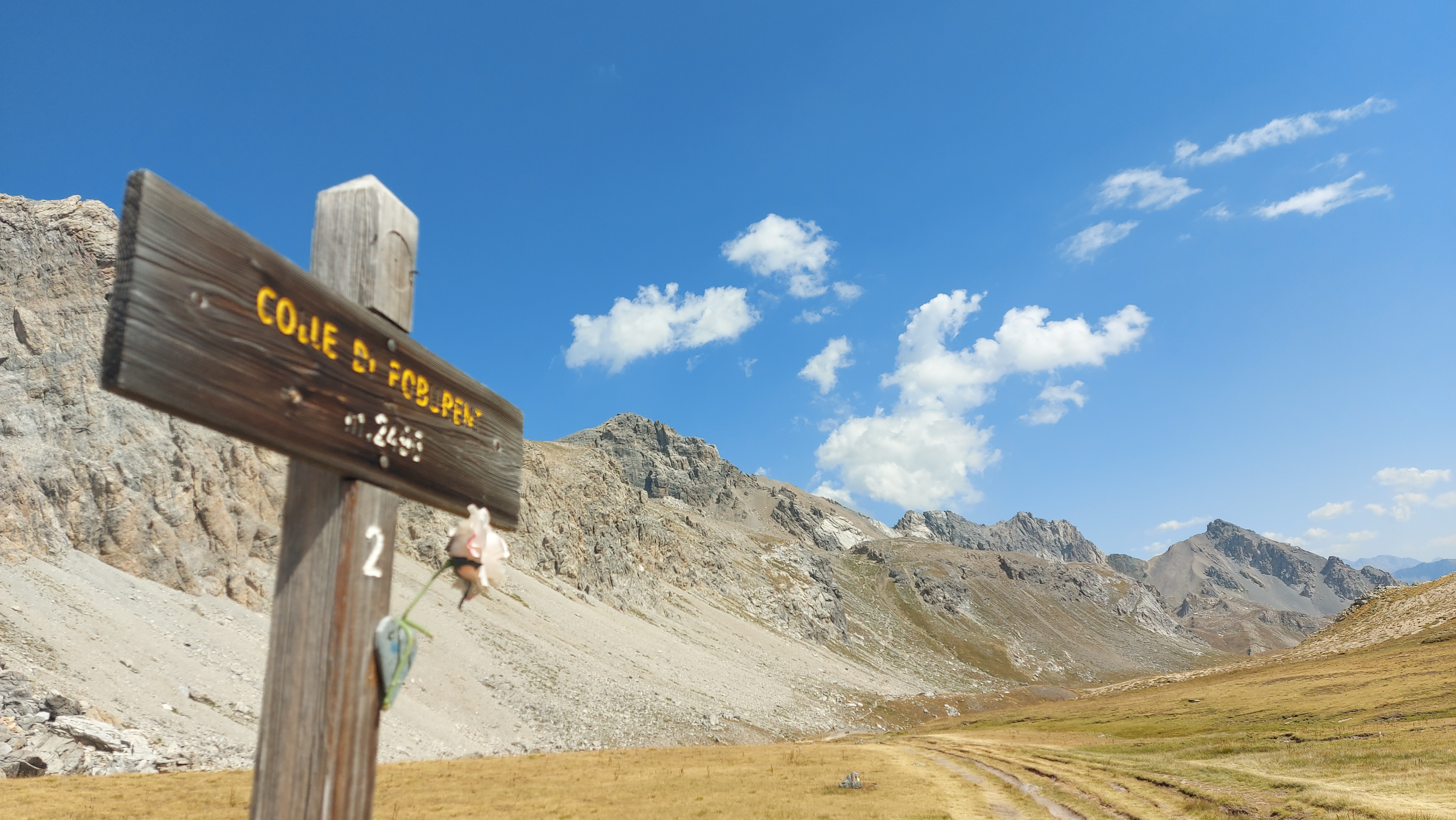
Il monte visto dal colle di Roburent.

La montagna si trova su una costiera secondaria, che dirama dallo spartiacque alpino principale in corrispondenza del vicino monte Vanclava. Da questa vetta, lo spartiacque alpino principale prosegue verso nord-ovest e verso ovest; lo spartiacque secondario invece, prolungando fisicamente quello principale, prosegue verso sud-est, scende dirupato al colle della Scaletta, e risale poi al monte Scaletta. Da qui procede con un continuo sali e scendi nella stessa direzione, fino a giungere alla rocca Peroni, ove piega verso est-sud-est in direzione del monte Oserot.
Si tratta di una montagna caratterizzata da fianchi scoscesi e dirupati sia sul versante della val Maira che su quello della valle Stura; la sommità è invece costituita da un cocuzzolo tondeggiante.
Dal punto di vista geologico, è costituita da calcari dolomitici e dolomie, localmente a struttura brecciata, appartenenti al complesso Brianzonese, e risalenti al Triassico.
La prima ascensione nota risale al 1830, e fu effettuata dal capitano Cossato, dello Stato Maggiore del Regno di Sardegna.
Il nome è legato al fatto che i sentieri che ne percorrono i ripidi versanti sono appunto configurati come una scaletta.
La montagna ospita diverse opere del Vallo Alpino del Littorio, che aveva qui uno dei suoi capisaldi (caposaldo della Scaletta). In particolare, in vetta è presente un'opera sotterranea che aveva funzioni di osservatorio. L'opera è costituita da un ingresso, un corridoio ed un ampio stanzone, parzialmente crollato, da cui si diramavano tre tunnel. I due tunnel frontali portavano a due malloppi di osservazione, i cui resti sono ancora visibili nelle immediate vicinanze della vetta, mentre un terzo tunnel laterale portava ad una postazione per fotoelettrica. A poca distanza dalla vetta, sul lato della val Maira, è ancora visibile la stazione di arrivo della teleferica che garantiva il rifornimento all'osservatorio. Il sentiero di accesso dal colle della Scaletta attraversa un'ulteriore opera, che era costituita da uno stanzone centrale e da due postazioni per mitragliatrice, ospitate in malloppi esterni. Altri malloppi secondari erano presenti nei pressi del colle della Scaletta, nei cui pressi, dal lato della valle Stura, sorgeva anche una caserma della Guardia alla Frontiera, oggi ancora presente benché in parte inagibile. Tutte le opere furono rese inutilizzabili mediante demolizione con esplosivo in seguito alla sconfitta italiana nella seconda guerra mondiale.

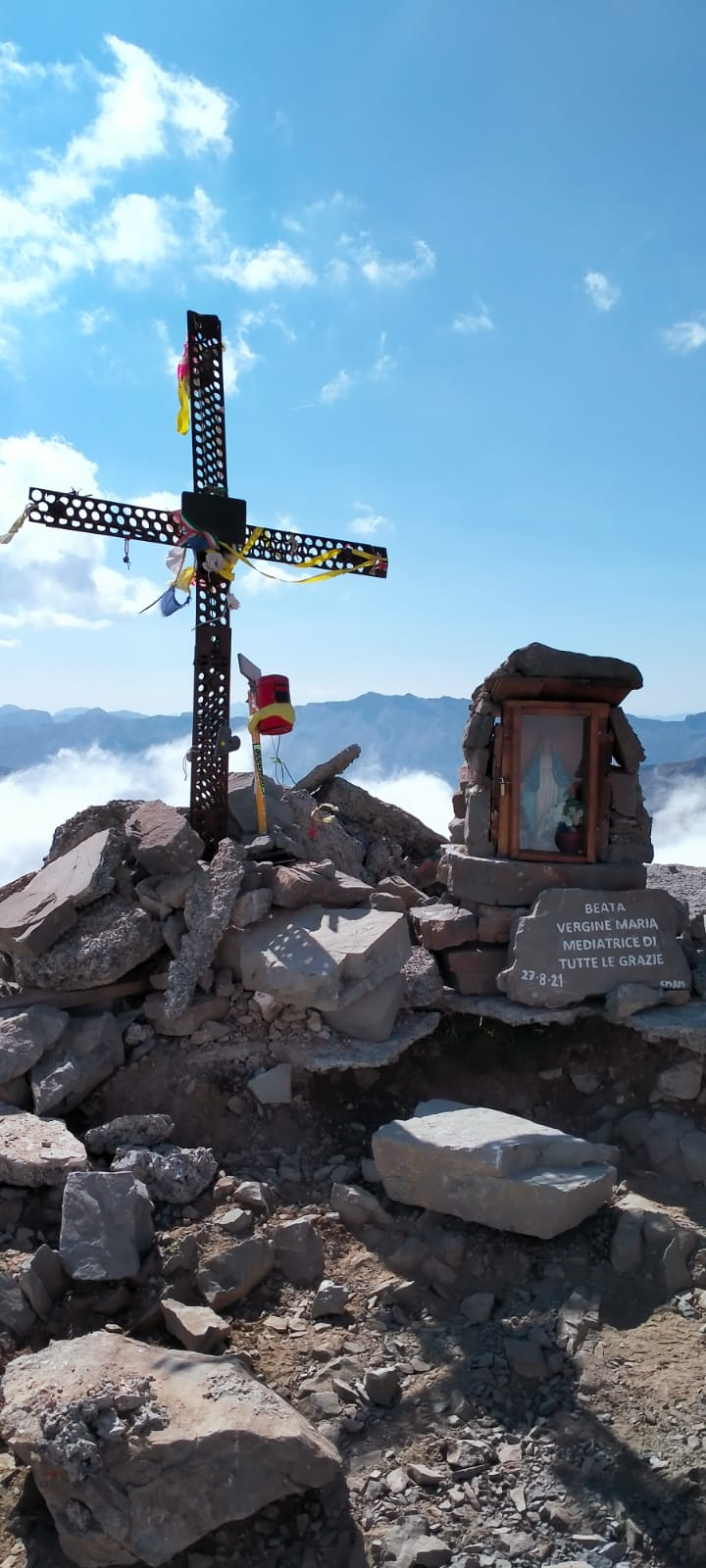

Sulla vetta sono state collocate una Croce realizzata dai soldati italiani con i resti di una mitragliatrice e una nicchia in pietra con una statuetta della Madonna Mediatrice di tutte le grazie.

## Ascensione alla vetta
È possibile salire alla vetta dal colle della Scaletta, seguendo il tracciato del sentiero Roberto Cavallero. Il colle è a sua volta raggiungibile con sentiero dalla frazione Viviere di Acceglio (valle Maira), o dai laghi di Roburent in valle Stura, raggiungibili da Argentera (valle Stura) o da Larche (Francia). Il colle è raggiunto inoltre dal sentiero Roberto Cavallero, in arrivo dal bivacco Enrico e Mario.
Sul percorso il sentiero attraversa la postazione per mitragliatrici del Vallo Alpino; viene pertanto consigliato di dotarsi di una fonte d'illuminazione artificiale.
La difficoltà del percorso è valutata in EE. Da segnalare la presenza lungo il percorso di alcuni tratti esposti (soprattutto dopo la galleria artificiale) e altri attrezzati con catene, lungo lo sviluppo del sentiero Roberto Cavallero.